# سوئینگ پی سی آر
یکی از مهمترین تکنیک های مورد استفاده جهت جهش زایی با هدف ترکیب کردن دو ژن و بدست آوردن ژن کایمر تکنیک SOEing PCR می باشد. زمانی که بخواهیم یک موتاسیون خاص در نقطه ای خاص ایجاد کنیم و یا با  شکست قطعات  کوچک DNA  ژن کیمریک بدون نیاز به آنزیم های محدودکننده و لیگاز ایجاد کنیم، این تکنیک می تواند کمک کننده باشد. در این نوع PCR یکی از جفت 
پرایمرهای هر دوژن دارای یک قسمت کوتاه مکمل ژن دیگر در انتهای ۵ خود می باشد. بعد از انجام تکثیر، دو ژن از ناحیه کوتاه مکمل خود با هم هیبرید شده و کایمری از دو ژن بوجود می آید که در مطالعات موتاژنز میتواند مورد استفاده قرار گیرد.